# Besse Cooper
Besse Berry Cooper (26 de agosto de 1896-4 de diciembre de 2012) fue una supercentenaria estadounidense que fue la persona viva más anciana del mundo desde el 21 de junio de 2011 hasta su muerte. Era la octava persona verificada que había alcanzado la edad de 116 años.

## Primeros años, educación y carrera
Cooper nació Besse Berry Brown en el condado de Sullivan, Tennessee, el 26 de agosto de 1896, el tercero de ocho hijos nacidos de Richard Brown (1861–1932) y Angeline Berry (1866–1927). Cuando era niña, le fue bien en la escuela y era una ávida lectora. Se graduó en East Tennessee State Normal School (ahora East Tennessee State University) en 1916. Fue durante este período cuando se convirtió en sufragista, y fue maestra en Tennessee antes de mudarse a Georgia en el momento de la entrada estadounidense en la Primera Guerra Mundial en 1917. Enseñó en Between, Georgia, hasta 1929.

## Vida posterior
Se casó con Luther Cooper (1895-1963) en 1924 y tuvo cuatro hijos con él. Luther Cooper murió a los 68 años en diciembre de 1963. Después de la muerte de su esposo, Cooper vivió sola en su granja hasta 2001, cuando se mudó a un hogar de ancianos a la edad de 105 años. Pasó sus últimos años en Monroe, Georgia. Cooper murió de insuficiencia respiratoria el 4 de diciembre de 2012, después de contraer la gripe estomacal.

## Longevidad
Cooper se convirtió en la residente más antigua de Georgia el 19 de enero de 2009, tras la muerte de Beatrice Farve, de 113 años. Se pensaba que era la persona viva más anciana del mundo hasta el 18 de mayo de 2011, cuando se verificó a Maria Gomes Valentim de Brasil como mayor. El 21 de junio de 2011, Maria Gomes Valentim murió y Cooper se convirtió en la persona viva más anciana del mundo. Según los informes, Cooper atribuyó su longevidad a "ocuparse de su propio negocio" y evitar la comida chatarra.
En el momento de su 116 cumpleaños en agosto de 2012, Cooper tenía cuatro hijos, 11 nietos, 13 bisnietos y dos tataranietos. En julio de 2012, se presentó una propuesta para nombrar un puente de Georgia en honor de Cooper; un puente en medio, Georgia fue nombrado Besse Brown Cooper Bridge el 24 de agosto de 2012. En octubre de 2013, el nieto de Cooper, Paul Cooper, fundó la Fundación Besse Brown Cooper, una organización sin fines de lucro dedicada a "brindar apoyo financiero, legal, médico y de relaciones públicas" a los supercentenarios de todo el mundo.
Cooper murió el 4 de diciembre de 2012, a la edad de 116 años y 100 días. Después de su muerte, Dina Manfredini, de 115 años, se convirtió en la persona viva más anciana.